# هواپیمایی لیبی

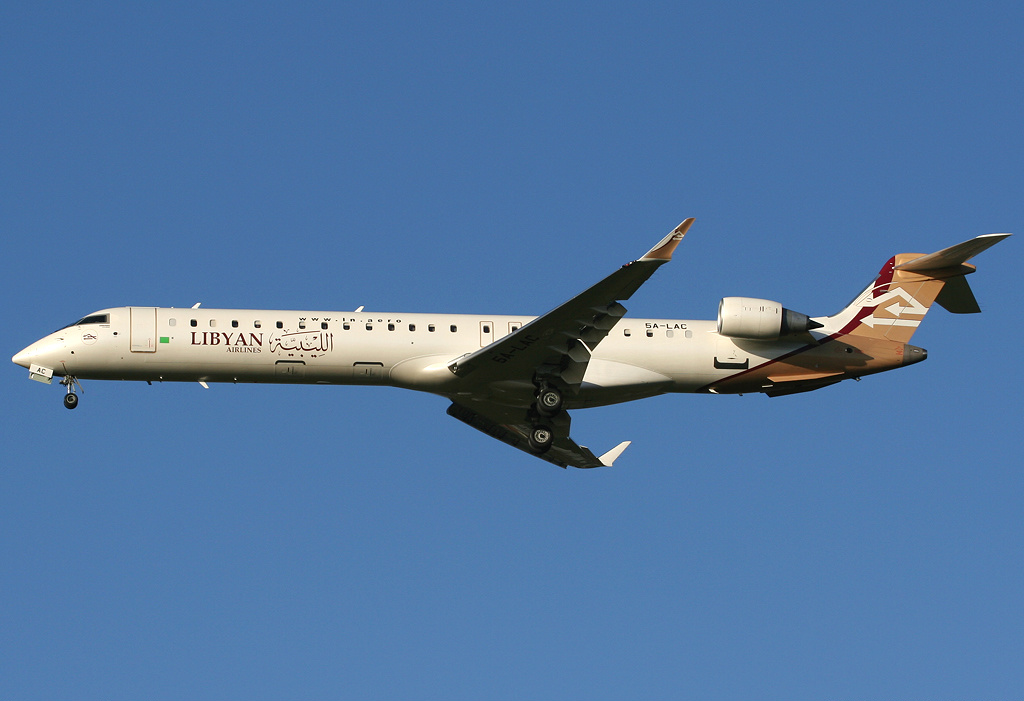
هواپیمای بمباردیه سی‌آرجی ۹۰۰ متعلق به هواپیمایی لیبی

هواپیمایی لیبی، (به عربی: الخطوط الجویة اللیبیة) شرکت هواپیمایی حامل پرچم لیبی است، که در سال ۱۹۶۴ توسط دولت لیبی تأسیس شد و در حال حاضر روزانه به ۲۲ مقصد، در اروپا، آفریقای شمالی و خاورمیانه پروازهای مستقیم دارد.
دفتر مرکزی شرکت هواپیمایی لیبی در شهر طرابلس، لیبی قرار دارد و فرودگاه بین‌المللی طرابلس و فرودگاه بین‌المللی بنینه، قطب‌های این شرکت هواپیمایی به‌شمار می‌آیند. این شرکت در حال حاضر در ناوگان هوایی خود، دارای ۲۰ فروند هواپیمای جت مسافربری می‌باشد.